# Parc national des Forêts du Brabant
Le parc national des Forêts du Brabant est un parc national de la province belge du Brabant flamand, créé en 2023.

## Emplacement

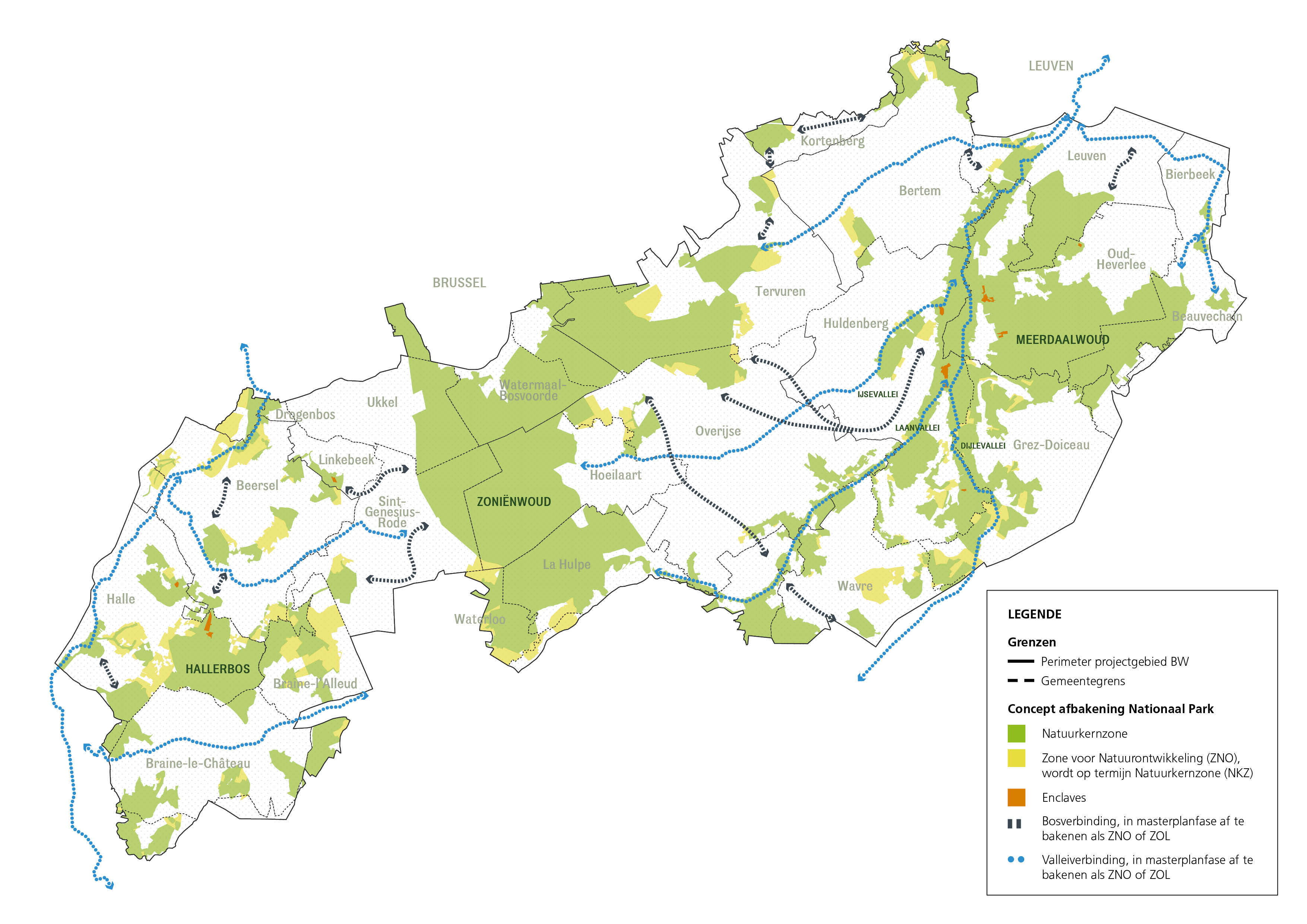
Carte générale des forêts brabançonnes (la partie flamande a été reconnue parc national en 2023)

Le parc national Brabantse Wouden comprend des forêts historiques : le bois de Hal, la forêt de Soignes et le forêt de Meerdael. Entre ces forêts se trouve une mosaïque de zones boisées, de champs et de prairies, des villages authentiques et des rivières sinueuses : la Dyle, l'Yse et la Lasne. Le parc national Brabantse Wouden est le plus grand espace naturel de la province du Brabant flamand. Certaines parties de la forêt de Soignes sont par ailleurs reconnues comme site du patrimoine mondial de l'UNESCO.

## Histoire
L'immense forêt Charbonnière couvrait autrefois toute la région, et les forêts brabançonnes représentent encore aujourd'hui pas moins de 85 % des véritables forêts anciennes de Flandre. Plus de 10 000 arbres monumentaux d'une circonférence de plus de 300 cm illustrent la valeur de ces complexes forestiers. Mais au fil des siècles, cette forêt s’est fragmentée. En conséquence, la biodiversité a diminué et la nature est devenue plus vulnérable. 
Des efforts ont été déployés depuis des années pour revaloriser la nature dans la région. 

### Parc National depuis 2023
Le gouvernement flamand a créé quatre parcs nationaux en Flandre en 2023, dont celui des Brabantse Wouden. Un tel parc national offre aux résidents et aux visiteurs une combinaison de nature exceptionnelle et d'expériences autour de la nature, du paysage et de zones de loisirs. Les paysages connectés rendent les forêts brabançonnes plus résilientes au changement climatique.